# Centrale idroelettrica di Venaus
La centrale idroelettrica di Venaus, situata nell'omonimo comune della Val di Susa in Provincia di Torino, è entrata in servizio nel 1967, utilizza le acque del lago artificiale del Moncenisio, sbarrate dalla diga situata poco oltre il confine, in territorio francese.

## Storia
Per ampliare il piccolo lago naturale già esistente presso il Colle del Moncenisio, una prima diga di contenimento fu costruita nel 1921 mentre la diga attuale, del 1968, è realizzata in materiale naturale.

## L'impianto
L'impianto (come si presenta oggi) è entrato in servizio nel 1967 e sfrutta le acqua del lago del Moncenisio, la cui capacità utile è pari a 320 milioni di metri cubi.
 Il salto utile è superiore a 1300 metri, la portata di 21 metri cubi al secondo e la potenza di 240 MW secondo il sito dell'ENEL
Le acque del lago sono convogliate in territorio francese, dove si trova la diga, e sfruttate dalla EDF tramite la centrale di Villarodin-Bourget, e in territorio italiano a Venaus appunto dove sono sfruttate dall'Enel tramite due gruppi Pelton ad asse verticale. Un sistema complesso di tunnel di captazione in alta quota sono sfruttati per alimentare il lago, anche riutilizzando strutture e gallerie dell'impianto idroelettrico del 1921 riadattate allo scopo .